# Cerastium ramigerum
Cerastium ramigerum là loài thực vật có hoa thuộc họ Cẩm chướng. Loài này được Bartl. mô tả khoa học đầu tiên năm 1831.